# Anti Elburz
Anti Elburz o Anti Alborz és el nom donat a les terres muntanyoses entre Teheran i Semnan a la part sud de la serralada central de l'Elburz o Alborz. El nom, que no té traducció al farsi, li fou donat per analogia amb l'Anti Atlas o l'Anti Taure i fou idea del geòleg francès André Rivière.
Es tracta d'una zona muntanyosa àrida, que marca la separació entre la terra de la plana de Teheran i la muntanya poblada de l'Elburz. És un territori que gira a l'òrbita econòmica de Teheran.